# Piper harmandii
Piper harmandii är en pepparväxtart som beskrevs av C. Dc.. Piper harmandii ingår i släktet Piper och familjen pepparväxter. Inga underarter finns listade i Catalogue of Life.